# Ciclo dei supercontinenti

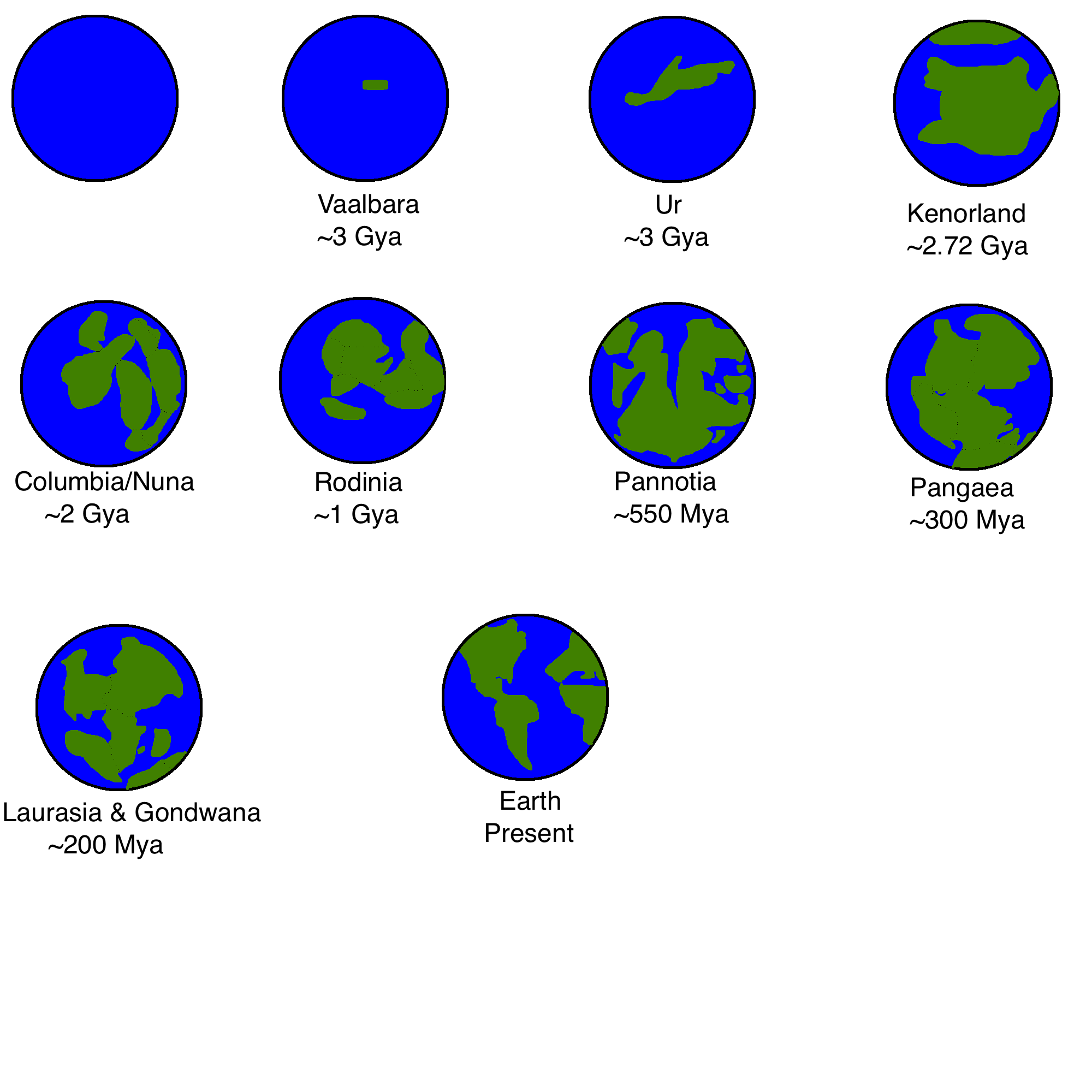
Ricostruzione semplificata del ciclo dei supercontinenti, da 3 miliardi di anni fa fino ad oggi.

Il ciclo dei supercontinenti descrive la dinamica delle semi-periodiche aggregazioni e derive della crosta continentale terrestre. Vi sono diverse opinioni sull'evoluzione di tale dinamica attraverso incrementi, decrementi o costanti, ma i ricercatori sono tutti d'accordo sul fatto che la crosta terrestre ha subito una costante riconfigurazione. Attraverso periodiche collisioni continentali si è assistito alla formazione di pochi e grandi continenti, mentre la formazione di fratture nella crosta terrestre ha generato numerose e più piccole masse continentali. L'ultimo supercontinente, la Pangea si è formato circa 300 milioni di anni fa. Ancora prima Pannotia o grande Gondwana, si è formata 600 milioni di anni fa e la sua deriva continentale e successiva collisione, ha dato luogo alla formazione della Pangea.
Ma al di là di questo, il tempo che intercorre tra la formazione di un supercontinente ed un altro è molto irregolare. Per esempio: tra la formazione del supercontinente Rodinia (tra 1,1 miliardi e 750 milioni di anni fa) e il supercontinente Gondwana sono passati poco più di 150 milioni di anni. La formazione del supercontinente Columbia precedente a Rodinia è avvenuta tra i 1,8 e 1,5 miliardi di anni fa. Prima ancora Kenorland: tra i 2,1 e i 2,7 miliardi di anni fa, poi Ur, 3 miliardi di anni fa e il primo in assoluto, Vaalbara tra 3,6 e 2,8 miliardi di anni fa. Per ogni ciclo di formazione tra un supercontinente ed un altro passano mediamente tra i 300 e 500 milioni di anni.
Tale ipotesi è suffragata dalla realistica possibilità che il magma abbia cominciato a solidificarsi non a partire da un singolo punto, ma da due punti, i due punti più freddi del pianeta, come è oggi per i due poli. E quindi due supercontinenti, che col progressivo raffreddamento e solidificazione del magma si sarebbero espansi ciascuno in direzione dell'equatore, fino ad unirsi/scontrarsi formando un supercontinente, fratturatosi poi a sua volta a causa della riduzione del volume del magma sottostante.
L'ipotetico ciclo tra supercontinenti, in un certo modo è complementare al Ciclo di Wilson, pioniere della tettonica a zolle e descrive la periodica apertura e chiusura delle fratture oceaniche. Il fondale marino più antico ha solo 170 milioni di anni, mentre il più antico frammento della crosta continentale datato a più di quattro miliardi di anni, dimostra che l'orogenesi dei cicli supercontinentali è registrata nei continenti.

## Effetti sul livello dei mari
- È risaputo che, prima di tutto il livello del mare si abbassa quando i continenti sono aggregati fra di loro, mentre si alza quando si separano. Il livello del mare era mediamente più basso sia al tempo della formazione della Pangea, durante il Permiano che durante il Neoproterozoico al tempo del supercontinente Gondwanaland, risalendo rapidamente ai massimi durante l'Ordoviciano ed il Cretaceo quando i continenti erano separati.
- Il livello del mare è correlato all'età del fondo oceanico. La crosta oceanica che giace ad una profondità media (d) è in funzione dell'età (t):

{\displaystyle d(t)=350{\sqrt {t}}+2500}
dove d è in metri e t in milioni di anni, così la crosta oceanica giace attualmente alla profondità media di 2 500 m, mentre a 100 milioni di anni fa era ad una profondità di 6 000 m. Così come il livello dell'acqua in una vasca da bagno è in funzione delle dimensioni della persona situata al suo interno, così il livello del mare è in funzione della profondità del fondo del mare. ( Se si trascurano le complicazioni dovute alle ere glaciali e agli effetti delle temperature ). La relazione tra la profondità e il livello del mare si esprime come segue:
La massa (M) d'acqua totale presente sulla terra è costante = K1, dove
K1 = M(acqua di mare)+M(acqua dolce)+M(ghiaccio)+M(acqua presente nell'atmosfera)
È possibile eliminare M(acqua dolce)+M(acqua presente nell'atmosfera)
K1 = M(acqua di mare)+M(ghiaccio)
Consideriamo una terra priva di ghiaccio:
V(acqua di mare)=K1/(media densità dell'acqua di mare)
- Questo volume riempie il bacino oceanico fino ad una profondità determinata da Axd, dove A = all'area del bacino oceanico e d = alla sua profondità media. d si ricava dall'età media del fondo oceanico. A può cambiare quando i continenti si separano (le deformazioni continentali decrementano A e fanno salire il livello del mare) oppure dalla collisione tra i continenti (la compressione dei continenti porta ad un incremento di A e ad abbassare il livello del mare). L'incremento del livello del mare causa inondazioni, mentre il loro decremento espone le piattaforme continentali. Dato che la piattaforma continentale degrada molto lentamente, un piccolo incremento del livello del mare indurrà un cambiamento della percentuale delle inondazioni continentali.

## Sintesi
Questo dimostra che è presente una semplice relazione tra il Ciclo dei Supercontinenti e l'età media del fondo marino.
- Supercontinenti = fondo marino molto antico = basso livello del mare
- Deriva Continentale = fondo marino molto giovane = alto livello del mare

Si genera anche un effetto climatico che il ciclo dei supercontinenti amplifica ulteriormente: 
- Supercontinente = clima continentale dominante = maggior probabilità di glaciazioni = livello marino ancora più basso.
- Deriva continentale = clima marittimo dominante = glaciazioni meno probabili = livello del mare non si abbassa a causa di tale meccanismo

## Influenza sulla tettonica globale
Il ciclo dei supercontinenti è accompagnato da un incremento del regime della tettonica a zolle. Durante le derive continentali, sono dominanti le zone di frattura, a cui fa seguito un comportamento passivo da parte delle zone limitrofe, un fondo marino in continua rigenerazione e una costante crescita delle dimensioni degli oceani. Successivamente si osserva lo sviluppo di collisioni continentali che aumentano con il passare del tempo. Le prime collisioni avvengono tra continenti e gruppi di isole, per arrivare alle collisioni finali tra continenti. Questa è la situazione che si è potuta osservare durante il Ciclo dei Supercontinenti avvenuto durante il Paleozoico e che si sta ancora osservando per l'era Mesozoica-Cenozoica e ancora attuale.

## Influenze sul clima
Vi sono due tipi di clima globale terrestre: Glaciale e Temperato. Il clima Glaciale è caratterizzato da frequenti glaciazioni continentali e devastanti desertificazioni. Attualmente siamo in una fase di Glaciazione ma ci stiamo muovendo verso un clima più Temperato, caratterizzato da un maggior riscaldamento globale. Entrambi riflettono il ciclo dei supercontinenti.
- Clima Glaciale
  - I continenti si muovono contemporaneamente
  - Livello del mare basso a causa della mancanza della rigenerazione del fondo marino
  - Clima più freddo, e arido
  - Associato con Mare Aragonite
  - Formazione dei Supercontinenti
- Clima Temperato
  - Deriva dei continenti
  - Alto livello del mare
  - Intensa rigenerazione del fondo marino
  - Alte quantità di produzione di CO2 presso le fratture oceaniche
  - Clima caldo e umido
  - Associato con Mare Calcite

Periodi geologici di Clima Glaciale: La maggior parte del Neoproterozoico, Tardo Paleozoico, Tardo Cenozoico.
Periodi geologici di Clima Temperato: Primo Paleozoico, Mesozoico-Inizio Cenozoico.

## Influenza nell'evoluzione
Il principale meccanismo dell'evoluzione è rappresentato dalla selezione naturale tra le specie durante la quale le diversità vengono accentuate dall'isolamento. Poco isolamento significa poche diversificazioni e così succede quando i continenti sono uniti in un unico supercontinente. Nel tardo Neoproterozoico e all'inizio del Paleozoico durante il quale è avvenuto una 
straordinaria accelerazione nell'evoluzione dei metazoi, l'isolamento dell'ambiente marino fu causato dalla deriva del grande continente di Gondwanaland. L'allineamento N-S dei continenti e degli oceani ha prodotto maggiore diversità e isolamento rispetto al modello E-W. Per tutto il Cenozoico l'isolamento è stato massimizzato dall'allineamento N-S della fossa oceanica e dal continente. La diversità delle specie intesa come misura del numero delle famiglie animali è in armonia con il ciclo dei supercontinenti.